# Árbol del conocimiento (filosofía)
El árbol del conocimiento o árbol de la filosofía es una metáfora presentada por el filósofo francés René Descartes en el prefacio de la traducción francesa de su obra Principios de filosofía. Se usa para describir las relaciones entre las diferentes partes de la filosofía en forma de árbol. 
Describe el conocimiento como un árbol. Las raíces del árbol son la metafísica, su tronco es la física y sus ramas son todas las demás ciencias cuyas principales son la medicina, la mecánica y la moral.  
A menudo se supone que esta imagen muestra la ruptura de Descartes con el pasado y con la categorización del conocimiento de las escuelas. Es la base para pensar en un sistema de conocimiento unificado.

## Descripción
A menudo se considera a Descartes como el primer pensador que destacó el uso de la razón para desarrollar las ciencias naturales . 
Para Descartes, la filosofía era un sistema de pensamiento que encarnaba todo conocimiento, como relató en una carta a un traductor francés: 

Así, toda la Filosofía es como un árbol, del cual la Metafísica es la raíz, la Física el tronco, y todas las demás ciencias las ramas que salen de este tronco, las cuales se reducen a tres principales, a saber, la Medicina, la Mecánica y la Ética. Por ciencia de la Moral entiendo la más elevada y perfecta que, presuponiendo un conocimiento completo de las demás ciencias, es el último grado de la sabiduría.